# Finkenmühle (Mistelbach)
Finkenmühle ist ein Gemeindeteil der Gemeinde Mistelbach im Landkreis Bayreuth (Oberfranken, Bayern). Finkenmühle liegt in der Gemarkung Mistelbach.

## Geografie
Die Einöde liegt am linken Ufer der Mistel und am Hackersbach, der unmittelbar nördlich als linker Zufluss in die Mistel mündet. Ein Anliegerweg führt nach Mistelbach (0,4 km nördlich) bzw. nach Poppenmühle (0,6 km südlich). Auf dem Weg nach Mistelbach steht der Viertelstein, der als Naturdenkmal ausgezeichnet ist.

## Geschichte
Finkenmühle gehörte zur Realgemeinde Mistelbach. Gegen Ende des 18. Jahrhunderts bestand Finkenmühle aus einem Anwesen. Die Hochgerichtsbarkeit stand dem bayreuthischen Stadtvogteiamt Bayreuth zu. Die Grundherrschaft über das Gütlein mit Mühlgerechtigkeit hatte die Verwaltung Ramsenthal.
Von 1797 bis 1810 unterstand der Ort dem Justiz- und Kammeramt Bayreuth. Mit dem Gemeindeedikt wurde Finkenmühle dem 1812 gebildeten Steuerdistrikt Gesees und der zugleich gebildeten Ruralgemeinde Mistelbach zugewiesen.

### Baudenkmäler
- Grenzstein
- Steinkreuz

### Einwohnerentwicklung
| Jahr      | 001822 | 001861 | 001871 | 001885 | 001900 | 001925 | 001950 | 001961 | 001970 | 001987 | 002022 |
| Einwohner | 4      | 9      | 5      | 4      | 7      | 8      | 12     | 2      | 5      | 2      | 3      |
| Häuser    | 1      |        |        | 1      | 1      | 1      | 1      | 1      |        | 1      |        |
| Quelle    | [ 6 ]  | [ 9 ]  | [ 10 ] | [ 11 ] | [ 12 ] | [ 13 ] | [ 14 ] | [ 15 ] | [ 16 ] | [ 17 ] | [ 1 ]  |

## Religion
Finkenmühle ist evangelisch-lutherisch geprägt und nach St. Bartholomäus (Mistelbach) gepfarrt.